# Klaski
Klaski [ˈklaski] es un pueblo ubicado en el distrito administrativo de Gmina Pokrzywnica, dentro del Condado de Pułtusk, Voivodato de Mazovia, en el este de Polonia central. Se encuentra aproximadamente a 4 kilómetros al sureste de Pokrzywnica, a 12 kilómetros al sur de Pułtusk, y a 43 kilómetros al norte de Varsovia.